# Trachysalambria longipes
Trachysalambria longipes är en kräftdjursart som först beskrevs av Paulson 1875.  Trachysalambria longipes ingår i släktet Trachysalambria och familjen Penaeidae. Inga underarter finns listade i Catalogue of Life.